# La Palud-sur-Verdon
La Palud-sur-Verdon ist eine südfranzösische Gemeinde mit 350 Einwohnern (Stand 1. Januar 2022) im Département Alpes-de-Haute-Provence in der Region Provence-Alpes-Côte d’Azur. Sie gehört zum Arrondissement Castellane und zum Kanton Riez.
Die angrenzenden Gemeinden sind Blieux im Nordosten, Rougon im Osten, Aiguines im Süden, Moustiers-Sainte-Marie im Westen und Majastres im Nordwesten. 

## Bevölkerungsentwicklung
| Jahr      | 1962 | 1968 | 1975 | 1982 | 1990 | 1999 | 2007 | 2012 |
| --------- | ---- | ---- | ---- | ---- | ---- | ---- | ---- | ---- |
| Einwohner | 154  | 141  | 152  | 172  | 243  | 297  | 314  | 329  |

## Sehenswürdigkeiten
- Schloss Palud-sur-Verdon, Monument historique
- Kirche Notre-Dame-de-Vauvert, Monument historique
- Die Saint-Maurin-Höhlen sind künstliche Höhlen. Sie öffnen sich zu den Verdon-Schluchten oberhalb der Tuffsteinwasserfälle von Saint-Maurin.

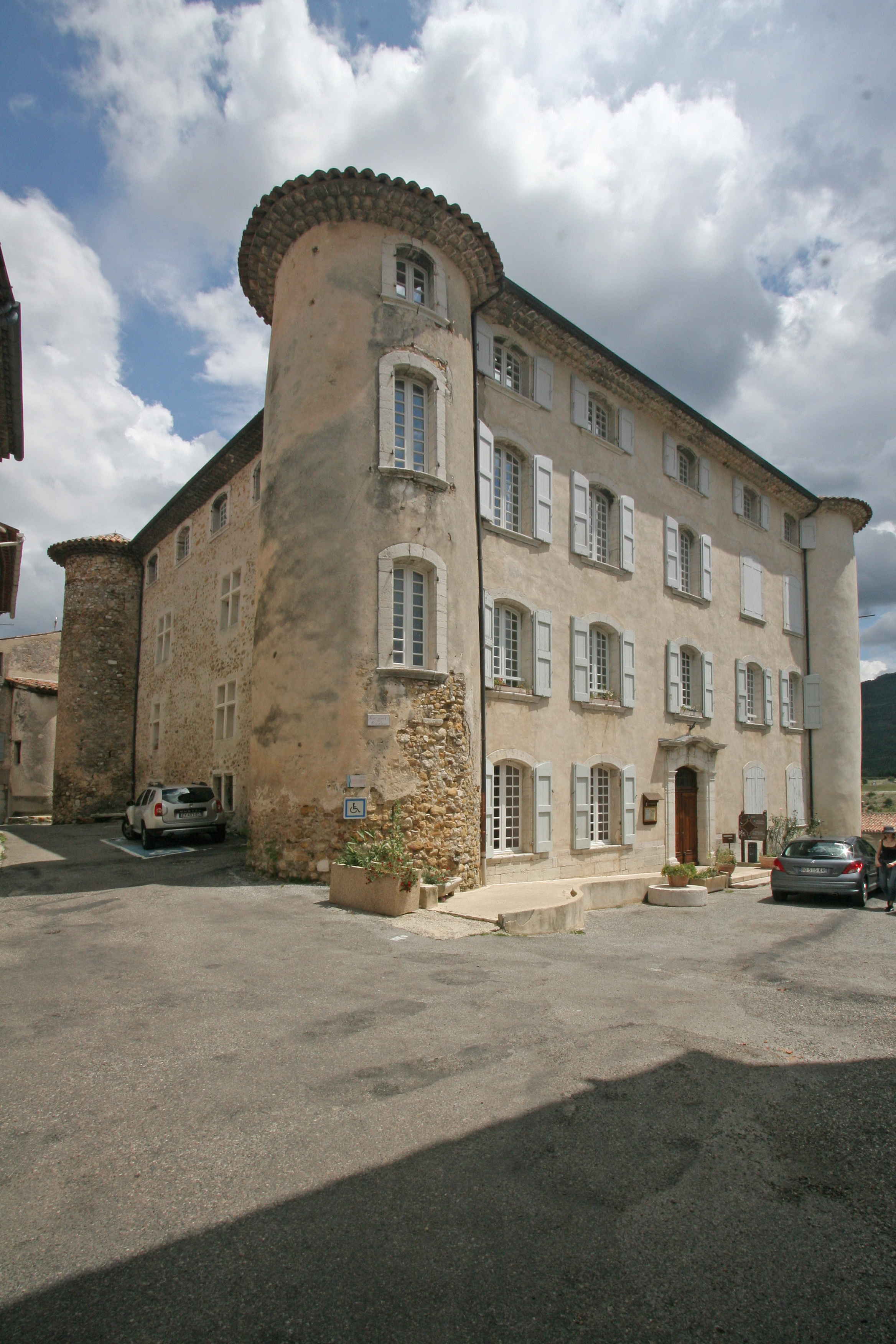
Schloss Palud-sur-Verdon
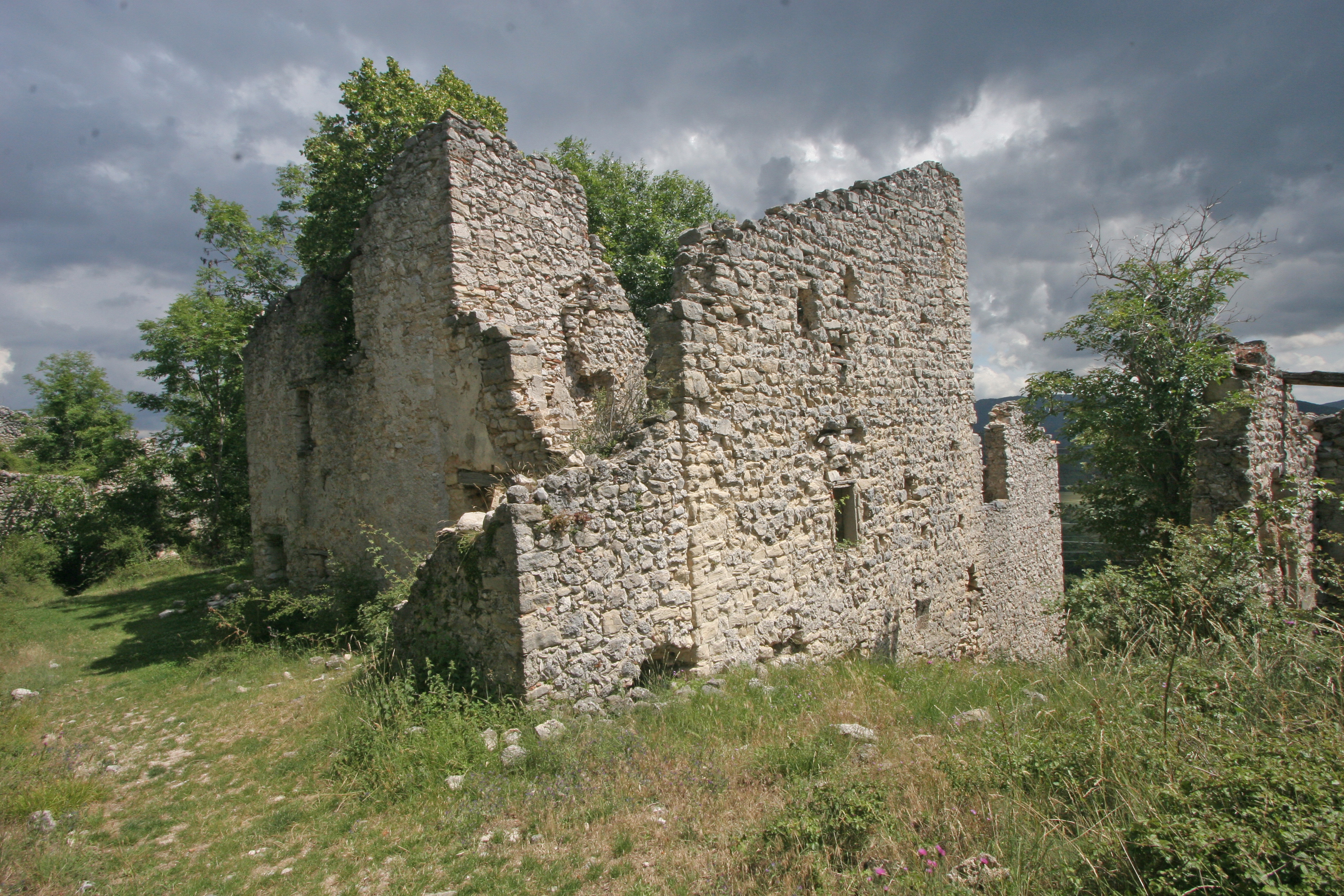
Châteauneuf-lès-Moustiers, Ruinen eines Anfang des 20. Jahrhunderts verlassenen Dorfs
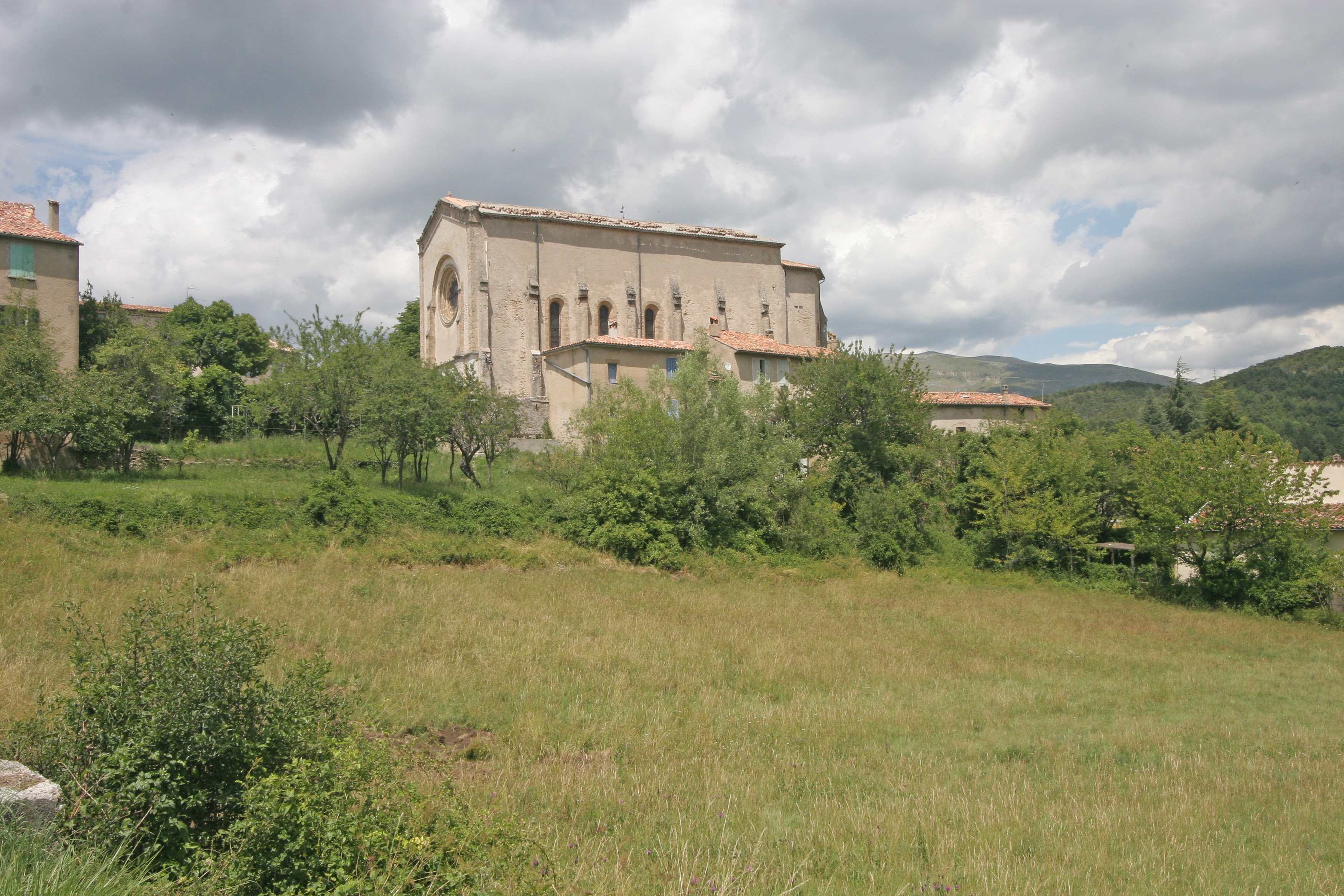
Kirche Notre-Dame-de-Vauvert
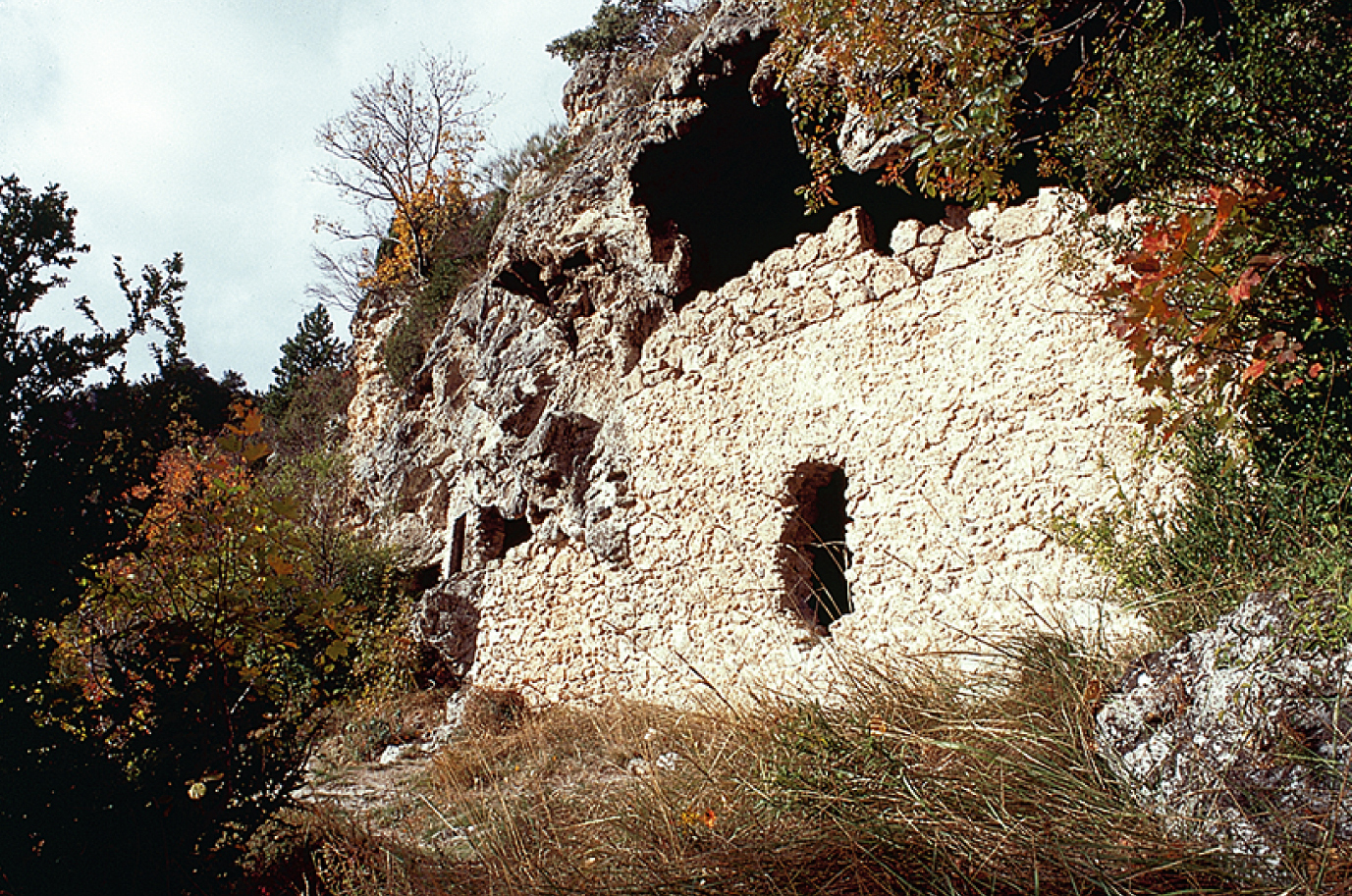
Baume Murade